# Khoai tây lốc xoáy
Khoai tây lốc xoáy (tiếng Hàn: 회오리 감자; hoeori gamja), còn được gọi là khoai tây xoắn hoặc khoai tây chiên lốc xoáy, là một món ăn đường phố phổ biến ở Hàn Quốc, ban đầu được phát triển bởi Jeong Eun Suk của Agricultural Hoeori Inc. Đó là một củ khoai tây nguyên miếng được cắt xoắn ốc được chiên giòn trên xiên que, được tẩm nhiều gia vị khác nhau như hành tây, phô mai hoặc mật ong. Một số có kèm xúc xích nối ở giữa.

## Hình ảnh

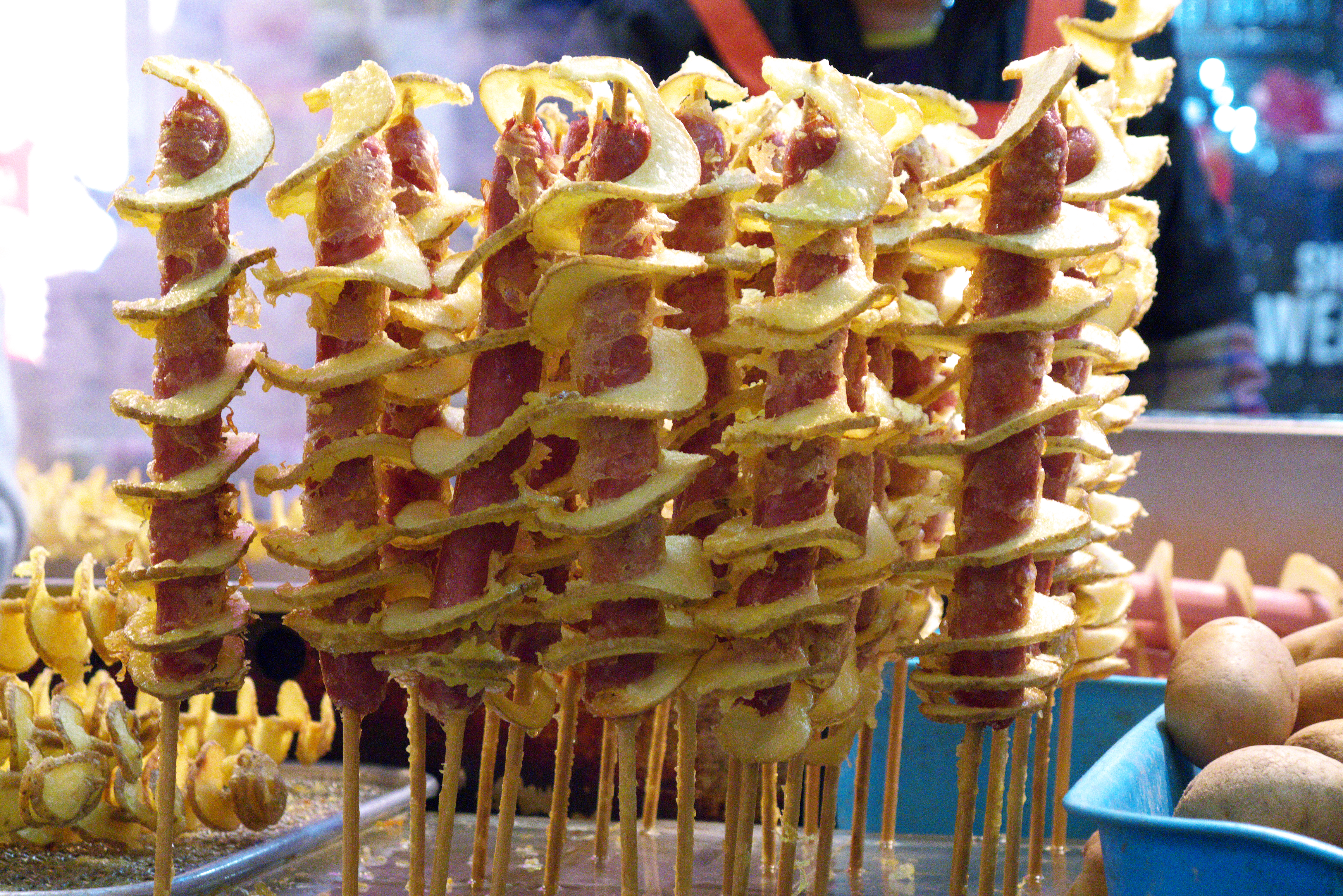
Khoai tây xoắn với xúc xích ở giữa, bán ở Seoul
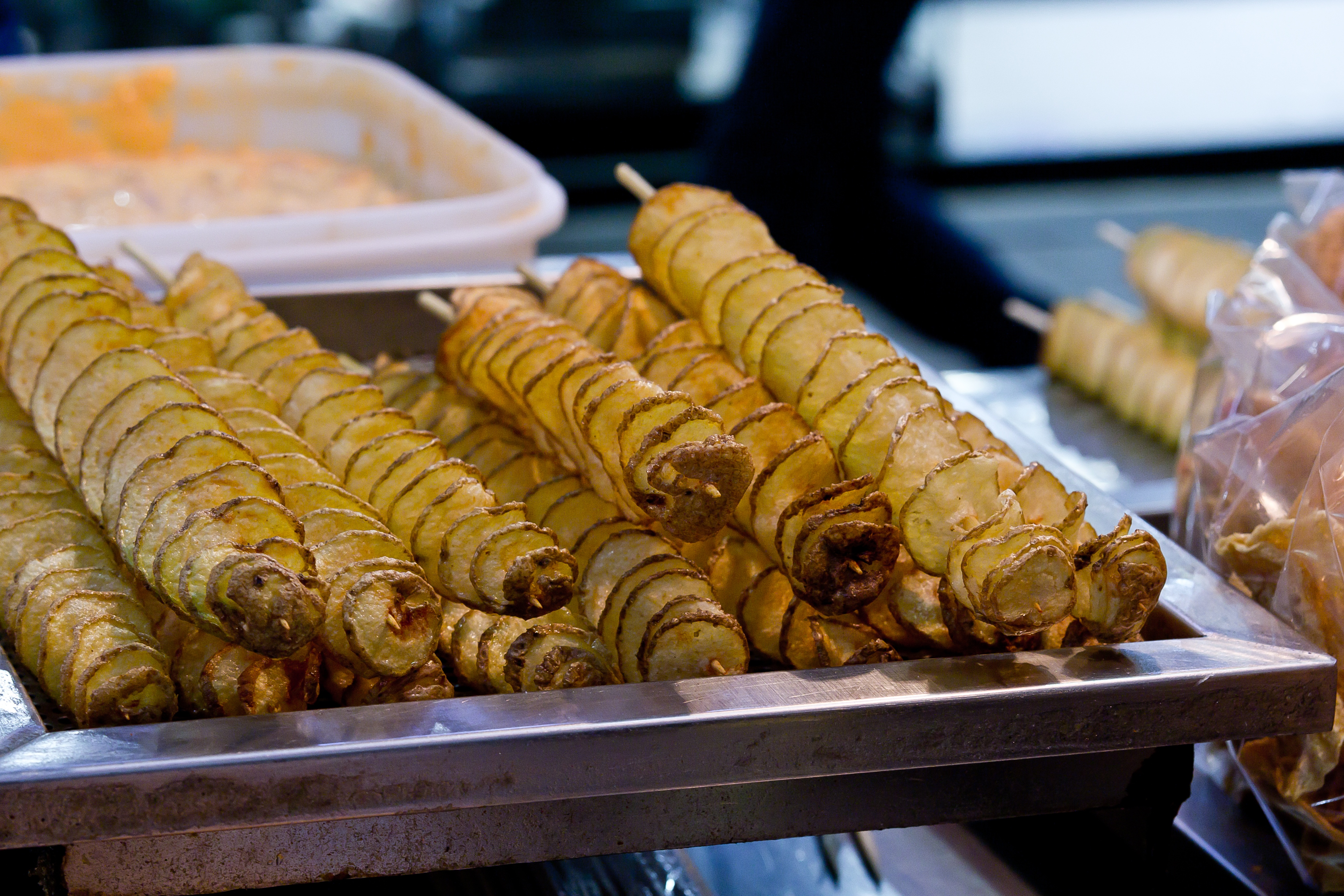
Khoai tây xoắn bán làm thức ăn đường phố
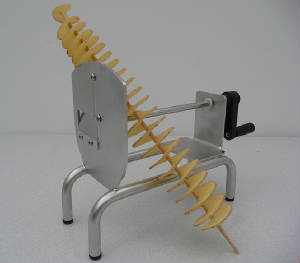
Máy làm khoai tây xoắn